# The Helpful Fox Senko-san
The Helpful Fox Senko-san (яп. 世話やきキツネの仙狐さん Сэваяки Кицунэ но Сэнко-сан, «Заботливая лисица Сэнко-сан») — манга авторства Римукоро, выпускающаяся в журнале Comic Newtype издательства Kadokawa Shoten с 6 октября 2017 года.
2 декабря 2018 года было анонсировано о создании аниме-адаптации работы, которая была доверена студии Doga Kobo. Режиссёром сериала был утверждён Томоаки Косида, написание сценария было поручено Ёсико Накамуре, ранее известному по экранизациям Monthly Girls' Nozaki-kun и Tada Never Falls in Love. Музыкальное сопровождение к картине было написано композитором Ёсиаки Фудзисавой. Премьера сериала состоялась на различных телеканалах Японии 10 апреля 2019 года. С 5 апреля того же года было запущено вещание интернет-радиопостановки Sewayaki Kitsune no Senko-san: Senko-san to Nakano-kun no mofumofu hour〜 с исполнителями главных ролей — Дзюнъити Сувабэ и Адзуми Ваки — в качестве ведущих.

## Сюжет
Накано мечтает о переменах в личной жизни, но по-прежнему не решается что-то предпринять. Скучная работа в офисе и одиночество в маленькой квартире изрядно надоело молодому человеку. У парня нет времени на знакомство с девушками, а потому он верит, что красавица вскоре появится на пороге его дома. Наивность офисного работника поражает коллег, и они порой смеются над ним. Частенько Накано и сам удивляется своей наивности.
Вскоре высшие богини услышали его молитвы. Сенко — это одна из могущественных полубогов, которая задолжала перед семьёй парня, а потому она решила немного помочь бедолаге. Вернувшись домой, Накано увидел в комнате девушку с ушками и пышным лисьим хвостом. Сенко накормила хозяина вкусным ужином и убралась в доме, а также она готова позаботиться о физиологическом комфорте парня.

## Главные герои
Курото Накано (яп. 中野)
Сэйю: Дзюнъити Сувабэ
Сенко (яп. 仙狐)
Сэйю: Адзуми Ваки
Широ (яп. シロ)
Сэйю: Маая Утида
Ясуко Коенжи (яп. 高円寺安子)
Сэйю: Аянэ Сакура
Йозоро (яп. 夜空 )
Сэйю: Эри Китамура

## Критика
Критики портала Anime News Network выставили аниме-сериалу средние оценки. Ребекка Сильверман отмечала, что внешне сюжет работы напоминает мангу Miss Kobayashi's Dragon Maid, однако носит более спокойный характер повседневного жанра, нежели чистой комедии. Со своей стороны Терон Мартин признал, что The Helpful Fox Senko-san в конце 2010-х является одним из наиболее выраженных примеров особого класса аниме-сериалов, носящих собирательное название «иясикэй» (яп. 癒し系, букв. «целительная система») и направленных на оказание успокаивающего и даже целительного воздействия на зрителя. Кроме того, Мартин отмечал, что образ Сэнко был хорошо проработан создателями картины и предлагал естественно милого персонажа вместо навязывания моэ-элементов, характерного для других работ. Замечанием всех критиков портала для первой серии The Helpful Fox Senko-san стало использование клише в виде сцены с эрогенной зоной в хвосте у антропоморфного животного, хотя, по мнению Терона Мартина, данная сцена не была излишне переиграна, чтобы суметь испортить настроение от просмотра. Ник Кример подчёркивал, что основа сюжета работы в виде перегруженного Накано, накапливающего внутри себя усталость и обиду, но не способного сопротивляться трудностям, является достаточно точной картиной современного общества. Критик посчитал, что The Helpful Fox Senko-san был подан как осуждение мироустройства, что подвело людей и лишило их простых ежедневных удовольствий.
Также, по мнению Мартина, сериал стал одним из худших в весеннем сезоне 2019 года по техническим параметрам, в особенности был отмечен дизайн персонажей, охарактеризованный критиком как «плоский и грубый». Тем не менее, обозреватели отмечали неплохой потенциал у работы и сочли, что она способна принести радость своему зрителю.